# Рыбинский сельсовет (Мотыгинский район)
Рыбинский сельсовет - сельское поселение в Мотыгинском районе Красноярского края.
Административный центр — село Рыбное.

## История
Статус и границы сельского поселения определены Законом Красноярского края от 25 февраля 2005 года «Об установлении границ и наделении соответствующим статусом муниципального образования Мотыгинский район и находящихся в его границах иных муниципальных образований»

## Население
| 2010 | 2012 | 2013 | 2014 | 2015 | 2016 | 2017 |
| ---- | ---- | ---- | ---- | ---- | ---- | ---- |
| 667  | ↘639 | ↘617 | ↘609 | ↘604 | ↘581 | ↗583 |

## Состав сельского поселения
В состав сельского поселения входят 3 населённых пункта:
| № | Населённый пункт | Тип населённого пункта       | Население |
| - | ---------------- | ---------------------------- | --------- |
| 1 | Бельск           | посёлок                      | 283       |
| 2 | Пашино           | посёлок                      | 40        |
| 3 | Рыбное           | село, административный центр | 344       |

## Местное самоуправление
Рыбинский сельский Совет депутатов
Дата избрания: 14.03.2010. Срок полномочий: 4 года. Количество депутатов:  7
Глава муниципального образования
- Петрова Лидия Ивановна. Дата избрания: 14.03.2010. Срок полномочий: 4 года